# Laivurinkatu
Laivurinkatu est une rue des quartiers Punavuori, Eira et Ullanlinna d'Helsinki en Finlande.

## Présentation
D'environ 600 mètres de long, Laivurinkatu s'étend de Merikatu, près du Merisatama jusqu'à Viiskulma.
Sa partie sud, de Merikatu à Tehtaankatu, est la limite entre les quartiers d'Eira et d'Ullanlinna, tandis que la partie nord de Tehtaankatu à Viiskulma est la limite entre Punavuori et Ullanlinna.
Le long de Laivurinkatu sur son côté ouest il y a surtout des parcs.
À l'extrémité sud de la rue, se trouve Ensipuistikko.
Au sud de l'intersection avec Tehtaankatu se trouve le parc Eira avec ses plantations de fleurs, au nord se trouve Tehtaanpuisto.

## Croisements
- Merikatu
- Ehrensvärdintie
- Pietarinkatu
- Juhani Ahon tie
- Rehbinderintie
- Tehtaankatu
- Vuorimiehenkatu
- Jääkärinkatu
- Sepänkatu
- Viiskulma
  - Pursimiehenkatu
  - Fredrikinkatu
  - Laivurinrinne
  - Tarkk'ampujankatu

## Bâtiments
La rue compte de nombreux bâtiments:
| Adresse | Bâtiment                       | Image | Architecte           | Const. |
| 3-5     | Ancien lycée franco-finlandais |       | Aino Kallio-Ericsson | 1956   |
| 10      |                                |       | Selim A. Lindqvist   | 1890   |
| 17-19   | Veikola                        |       | Kaarlo Borg          | 1908   |
| 21      | Huvilakuja                     |       | Emil Holm            | 1907   |
| 25      | Villa Johanna                  |       | Selim A. Lindqvist   | 1905   |
| 27-29   | Hôpital d'Eira                 |       | Lars Sonck           | 1905   |

## Transports
Du côté nord de Tehtaankatu, les lignes du tramway 1 et 3 et les lignes de bus 14, 17, 18 longent Laivurinkatu.
Du côté sud de Tehtaankatu, seule la ligne de bus 18 longe Laivurinkatu, et a un arrêt à l'extrémité sud de la rue.